# Miodrag Krivokapić
Miodrag Krivokapić (ur. 6 września 1959 w Nikšiciu) – czarnogórski piłkarz występujący na pozycji obrońcy. Reprezentant Jugosławii.

## Kariera klubowa
Krivokapić karierę rozpoczynał w sezonie 1979/1980 w drugoligowym zespole FK Sutjeska Nikšić. Jego barwy reprezentował przez cztery sezony, a w 1983 roku przeszedł do pierwszoligowej Crvenej zvezdy. W sezonach 1983/1984 oraz 1987/1988 zdobył z nią mistrzostwo Jugosławii, a w sezonie 1984/1985 – Puchar Jugosławii.
W 1988 roku Krivokapić został graczem szkockiego Dundee United. Spędził tam pięć sezonów, a w każdym z nich zajął z zespołem 4. miejsce w Scottish Division One. W sezonie 1990/1991 dotarł z nim też do finału Pucharu Szkocji. W 1993 roku odszedł do Motherwell, z którym w sezonie 1994/1995 wywalczył wicemistrzostwo Szkocji.
W trakcie sezonu 1995/1996 przeniósł się do Raith Rovers, także grającego w Division One. W późniejszych latach grał też w Hamilton Academical z Division Two, gdzie w 1999 roku zakończył karierę.

## Kariera reprezentacyjna
W reprezentacji Jugosławii Krivokapić zadebiutował 16 grudnia 1987 w wygranym 3:2 meczu eliminacji Mistrzostw Europy 1988 z Turcją. W latach 1987–1988 w drużynie narodowej rozegrał 5 spotkań.